# 스트라토바리우스
스트라토바리우스(Stratovarius)는 핀란드 출신의 파워 메탈 밴드로 1984년 드러머 투오모 라실라에 의해 처음 결성되었다.
1985년 티모 톨키가 영입되어 이후 2008년까지 리더로서 밴드 사운드의 핵심 역할을 담당했다. 1996년 키보디스트 옌스 요한손, 드러머 외르크 미하엘을 영입해 발표한 앨범 Episode의 성공으로 세계적으로 알려졌다. 지금까지 전 세계적으로 250만장 이상의 앨범 판매고를 기록하고 있으며 헬로윈, 블라인드 가디언과 함께 파워 메탈 계열의 선구자이자 가장 큰 영향력을 남긴 밴드 중 하나이다.. 가장 최근 앨범은 2015년에 발표한 Eternal이다.

## 역사

### 결성 (1984-1989)
스트라토바리우스는 1984년 핀란드에서 블랙 워터(Black Water)란 이름으로 처음 결성되었다. 결성맴버는 투오모 라실라, 스타판 스트랄만, 욘 비헤르바였다. 1985년 스트랄만의 제안으로 밴드명이 스트라토바리우스(Stratovarius)(스트라토캐스터와 스트라디바리우스의 합성어)로 바뀐다. 이후 밴드를 탈퇴한 스트랄만을 대신하여 티모 톨키가 가입하였고, 그는 기타와 보컬을 겸함과 동시에 수많은 곡을 작곡하였다. 그의 합류로 밴드에는 강한 비트의 락과 더불어 네오 클래시컬 스타일의 음악이 등장하기 시작했다.
밴드는 1987년 데모 테이프를 제작하여 여러 레코드 회사에 보냈고, 결국 CBS 핀란드로부터 발매 제의를 받는다. 1988년, 두 장의 첫 싱글앨범 'Future Shock'와 'Black Night'가 발매되고 이듬해 첫 정규앨범 'Fright Night'이 발매된다. 곡 "Future Shock"는 같은해 밴드의 첫 뮤직비디오로 제작되었다.

### Fright Night - Dreamspace (1989-1994)
CBS로부터 탈퇴당한 뒤 밴드는 몇 번의 멤버 변화를 겪었다. 야리 밤은 베이시스트 유루키를 대체한 멤버였으나 가입하고 얼마 되지 않아 탈퇴하였고 이 때문에 밴드의 두 번째 정규앨범 "Stratovarius II"에는 그의 얼굴이 실려있지만 실제 베이스 파트는 모두 톨키가 녹음하였다. 블루라이트 레코드를 통해 발매한 'Stratovarius II'는 이듬해인 1992년 'Twilight Time'이란 이름으로 노이즈 레코드를 통해 재발매되었다.
1994년 세 번째 앨범 'Dreamspace'가 발매되었다. 70%정도 녹음이 진행되었을때, 새로운 베이시스트 야리 카이누라이넨이 가입하였다. 투오모 라실라는 녹음 도중 팔 부상을 입었고, 임시로 고용한 세션 드러머 새미 쿠오파마키가 녹음을 대신하였다.

### Fourth Dimension (1995)
3집 투어 이후 톨키는 새로운 보컬을 찾기로 결심했고, 오디션을 통해 티모 코티펠토가 새 보컬리스트로 가입했다. 1995년 발매한 네 번째 정규앨범 'Fourth Dimension'은 밴드에 큰 성공을 가져다주었다. 이 앨범에서는 따로 싱글 앨범이 발매되지 않았다.

### Episode - Infinite (1996-2002)
Fourth Dimension의 성공에도 불구하고 밴드는 음악적 견해 차이로 인해 내분을 겪었다. 그 결과 마지막 남은 원년 멤버 투오모 라실라와 키보디스트 안티 이코넨이 밴드를 탈퇴했다. 후임자로는 스웨덴 출신의 키보디스트 옌스 요한손과 독일인 드러머 외르크 미하엘이 결정되었다. 이 라인업은 2005년까지 이어지게 된다.
5번째 정규 앨범인 《Episode》(1996)의 발매로 밴드는 마침내 스트라토바리우스만의 사운드를 찾아내는데 성공했다. 대규모의 오케스트라와 콰이어가 동원된 이 앨범은 상업적으로도 크게 성공했다.
6번째 정규 앨범 《Visions》는 1997년에 멤버 변동 없이 발매되었다. "Black Diamond"와 "The Kiss of Judas"가 각각 싱글로 발매되었고 뮤직 비디오로도 제작되었다.
1997년에는 첫 번째 베스트 앨범인 《The Past and Now》가 발매되었다.
7번째 정규앨범 《Destiny》는 1998년, 8번째 정규 앨범 《Infinite》는 2000년에 발매되었다. 밴드의 명성은 커지고 팬 층은 점점 확대되어, 그들은 점차 스칸디나비아 밖에서도 많은 활동을 하게 되었다. 특히 일본에서의 활동이 두드러졌다.
2000년에는 소나타 아티카, 랩소디 오브 파이어와 같이 투어를 진행하였다.
1999년부터 2001년까지 스트라토바리우스는 3장의 컴필레이션 앨범을 발매하였다. 1999년의 《The Chosen Ones》, 2000년의 《14 Diamonds》, 2001년의 《Intermission》이 그것이다.

### Elements Pt.1 & Pt.2 (2003-2004)
2003년 밴드는 'Elements'란 이름의 연작 앨범을 발매했다. 두 장의 앨범은 이전 앨범들보다 에픽적 성격이 두드러지게 나타났다. 또한 프로그레시브 메탈과 심포닉 메탈의 스타일을 많이 차용했다. 'Elements Pt.1'은 2003년 초 발매되었고 밴드는 월드 투어를 진행했다. 그리고 2003년 11월 'Elements Pt.2'가 발매되었다. 둘 다 누클리어 블라스트를 통해 발매되었다.

2003년 말 내부적인 갈등으로 인해 코티펠토와 외르크 미하엘이 밴드를 탈퇴했다. 톨키는 '카트리나 위알라(Katriina "Miss K" Wiial)'라는 새로운 여성 보컬을 영입했고 요한손의 형이자 해머폴의 드러머 앤더즈 요한손도 임시로 드럼을 맡았다. 2004년 한해동안은 밴드에 아무 일도 일어나지 않았다.

그러나 두 멤버의 탈퇴 선언 후에도 밴드는 'Elements'투어의 남은 일정을 마무리하게 위해 계속 공연을 이어나갔다. 그러던 중 스페인에서 톨키가 한 성난 팬에게 공격을 받았다. 각종 락 메거진과 타블로이드 신문에는 무엇인가에 찔린듯한 톨키의 사진이 실렸다. 그러나 곧 실제로 찔린것이 아니였다는 소식이 다시 퍼져나갔다. 이때쯤 톨키는 정신적인 문제로 병원에 입원하게 되었다.

후에 옌스 요한손은 공식 누리집의 포럼을 통해 밴드의 해체는 애당초 전혀 일어나지 않았던 일이였고 'Miss K'와 앤더즈의 영입 등은 모두 이슈거리를 만들어내기 위해 노이즈 마케팅의 일종으로 고용된 것이였다고 밝혔다. 톨키가 가격당했다는 소식 역시 같은 맥락이였던 것으로 보도되었다.

### Stratovarius(2005-2008)
2005년 1월 밴드는 재결합 소식을 알렸다. 6월에는 베이시스트 야리 카이누라이넨이 개인적인 이유로 밴드를 탈퇴했고, 그의 빈 자리는 핀란드 태생의 젊은 베이시스트 라우리 포라로 매꾸어졌다.

밴드는 9월에 셀프 타이틀 앨범을 발매하고 월드 투어를 진행했다. 밴드 최초로 미국, 캐나다 등에서 공연을 가졌고 애틀란타에서 열린 프록파워페스티벌이나 뉴욕의 B.B.킹스 하우스 오브 블루스, 필라델피아의 트로카데로 시어터등 잘 알려진 곳에서의 공연도 가졌다. 또한 유럽과 일본등지에서의 공연도 진행되었다.

### Polaris (2009-2010)
2008년 팀을 탈퇴한 기타리스트 티모 톨키를 대신하여 핀란드 태생의 젊은 기타리스트 마티아스 쿠피아이넨을 영입한 밴드가 발표한 가장 최근의 앨범이다.

2009년 9월에 발매되었으며, 앨범이 판매되기 시작한 직후, 밴드는 유럽 라이브 투어를 진행 하였고 투어 당시 녹음 해 두었던 이번 신규 앨범의 수록곡들과 다른 앨범의 수록곡 몇 곡을 모아 이후에 정규 앨범의 재발매 앨범과 함께 라이브 앨범으로 발매하였다.

### Elysium (2011-2012)
밴드가 앨범을 발표하고 9집 Infinite 이후 2번째로 핀란드 내 차트에서 1위를 차지했다. 해당 앨범의 수록곡이자 타이틀곡인 Elysium은 총 재생시간이 18분으로 스트라토바리우스의 곡들 중 가장 재생시간이 긴 곡 순위를 갱신했다. 한편, 드러머 외르크 미하엘이 개인사정으로 인해 밴드 탈퇴의사를 밝혔고, 밴드는 "Farewell Jörg" 투어를 하였다.

### Nemesis (2013-현재)
외르크 마이클의 빈자리를 대신하여 새 드러머 롤프 필브를 영입하여 14집 Nemesis를 발표했다. 또한 싱글 앨범 Unbreakable을 발표했다.

## 권리 양도
2008년 5월, 티모 톨키는 스트라토바리우스의 모든 곡, 밴드 이름 그리고 모든 수익 등을 티모 코티펠토, 옌스 요한손, 외르크 미하엘에게 양도한다는 권리 양도 문서에 서명했다.

## 구성원
- 티모 코티펠토 - 보컬 (1995-현재)
- 옌스 요한손 - 키보드 (1995-현재)
- 롤프 필브 - 드럼 (2013-현재)
- 라우리 포라 - 베이스 기타 (2005-현재)
- 마티아스 쿠피아이넨 - 기타 (2008-현재)

### 이전 구성원
*는 '블랙 워터' 시기에 밴드를 떠난 멤버를 표기한 것이다.
- 존 비헤르바 - 베이스 기타 (1984)*
- 스타판 스트랄만 - 기타 (1984-1985)*
- 투오모 라실라 - 드럼 (1984-1994), 보컬 (1984-1985)
- 유루크 렌토넨 - 베이스 기타 (1984-1989)
- 티모 톨키 - 기타 (1985-2008), 보컬 (1985-1994)
- 안티 이코넨 - Keyboards (1988-1995)
- 야리 벰 - 베이스 기타 (1989-1993)
- 야리 카이누라이넨 - 베이스 기타 (1993-2005)
- 새미 쿠오파마키 - 드럼 (1994-1995)
- 앤더즈 요한손 - 드럼 (2004)
- 카트리나 "미스 K" 위알라 - 보컬 (2004)
- 외르크 미하엘 - 드럼 (1995-2012)

## 음반 목록

### 정규 앨범
- 1989 Fright Night
- 1992 Twilight Time
- 1994 Dreamspace
- 1995 Fourth Dimension
- 1996 Episode
- 1997 Visions
- 1998 Destiny
- 2000 Infinite
- 2003 Elements Pt.1
- 2003 Elements Pt.2
- 2005 Stratovarius
- 2009 Polaris
- 2011 Elysium
- 2013 Nemesis
- 2015 Eternal

### 싱글/EP
- 1988 Future Shock
- 1989 Black Night
- 1992 Break the Ice
- 1995 Wings of Tomorrow
- 1996 Father Time
- 1996 Will the Sun Rise?
- 1997 Black Diamond
- 1997 The Kiss of Judas
- 1998 S.O.S.
- 2000 Hunting High and Low
- 2000 It's a Mystery
- 2000 A Million Light Years Away
- 2002 Eagleheart
- 2003 I Walk to My Own Song
- 2005 Maniac Dance
- 2009 Deep Unknown
- 2013 Unbreakable

### 라이브 앨범
- 1998 Visions of Europe
- 2009 Polaris Live 2009

### DVD
- 2000 Infinite Visions

### 컴필레이션 앨범
- 1997 The Past and Now
- 1999 The Chosen Ones
- 2000 14 Diamonds
- 2001 Intermission
- 2006 Black Diamonds: The Anthology

### 뮤직비디오
- 1989 Future Shock
- 1995 Against The Wind
- 1997 Black Diamond
- 1997 The Kiss Of Judas
- 1998 S.O.S.
- 2000 A Million Light Years Away
- 2001 Hunting High And Low
- 2003 Eagleheart
- 2003 I Walk To My Own Song
- 2005 Maniac Dance
- 2009 Deep Unknown